# 瑞丽山壳骨
瑞丽山壳骨（学名：Pseuderanthemum shweliense）为爵床科山壳骨属下的一个种。

## 扩展阅读
- 維基物種上的相關：瑞丽山壳骨